# 1741 pr. n. št.

## Smrti
- Da Ding, drugi kralj kitajske dinastije Šang (* ni znano)